# Amir Ghasemi Monjazi
Amir Ghasemi Monjazi (23 de enero de 1988) es un luchador iraní de lucha grecorromana. Ganó una medalla de oro en Campeonato Asiático de 2016. Dos veces representó a su país en la Copa del Mundo, consiguiendo un 11.º puesto en 2013. Segundo en el Campeonato Mundial Universitario de 2010. Campeón Asiático de Juniores del año 2008.